# Neoliparina
Neoliparina este un gen de molii din familia Lymantriinae.